# 나옥수
나옥수는 꼬마마법사 레미 시리즈의 등장하는 등장인물이다. 

## 정보
- 일본판 성우: 나가노 아이
- 한국판 성우: 김지영(무인~포르테)
정유미(비바체~비밀편)
권다예(재더빙)
- 로자마표기: Tamaki Reika
- 한국판: 나옥수 (羅玉水; Na Oksu)[1]
- 1990년 8월 26일의 처녀자리.
- 혈액형은 B형.
- 연초록색 비키니에 부끄럼이 많다.[2]